# نوريس داريل
نوريس داريل (بالإنجليزية: Norris Darrell)‏ هو محامي أمريكي، ولد في 1899، وتوفي في 1989.